# Укинская губа
Уки́нская губа — залив у юго-западного берега Карагинского залива Берингова моря.
Название в переводе с коряк. Укийин — «селёдочная».
Относится к территории Карагинского района Камчатского края России.
Расположен между полуостровом Озерной и Камчаткой. Открыт к северу, вдается в материк на 55 км. Ширина у входа 31 км. Глубина от 30 м.
В южной части губы находится остров Манджур. В залив впадает множество рек, крупнейшие из которых Ука, Начики, Средняя (впадают в Укинский лиман) и Ольховая и Маламваям (впадают в лагуну Маламваям). Берег в северной части высокий, скалистый, поросший каменной берёзой. Возвышенность между впадением Уки и Маламваяма называется Укинский увал. В южной западной части низменный, болотистый, поросший кустарником. На востоке на берег выходит Начикинский вулкан (гора Начикинская).
Акватория губы входит в состав зоологического заказника «Лагуна Казарок», учреждённого в 1983 году для охраны птиц.